# Il Mito New Trolls
Il Mito New Trolls è un gruppo musicale italiano pop rock formato nel 1998 per iniziativa del chitarrista Ricky Belloni.

## Storia del gruppo
I tre principali componenti del gruppo, Ricky Belloni, Gianni Belleno e Giorgio Usai, hanno suonato insieme in precedenza nei New Trolls. Belloni è entrato a far parte del gruppo nel 1976 per uscirne definitivamente nel 1995. Belleno, componente della formazione originaria, ne uscì nel 1990 mentre Usai ne fece parte dal 1977 al 1980 e poi dal 1989 al 1992.
Nel 1997, in seguito al definitivo scioglimento dei New Trolls, Belloni convince Belleno e Nico Di Palo a tornare ad esibirsi (quest'ultimo uscito dal coma il 28 febbraio 1998 in seguito ad un grave incidente stradale avuto il 15 gennaio dello stesso anno). Al gruppo, originariamente denominato I Grandi New Trolls, si uniscono anche Ricky Bolognesi (tastiere e voce), Andrea Lavelli (basso) e Max Corfini (tastiere e voce).
Nel 2002 Usai e Alex Polifrone sostituiscono Corfini e Belleno (temporaneamente uscito dal gruppo, nel quale farà ritorno). Nel 2006 Andrea Cervetto sostituisce Lavelli e infine nel novembre del 2006 si ha il definitivo abbandono di Nico Di Palo (entrato ne La Leggenda New Trolls di Vittorio De Scalzi) e il contemporaneo rientro definitivo di Belleno.
Nel dicembre del 2007 pubblicano il loro primo lavoro, un cofanetto composto da un DVD contenente le riprese del concerto tenutosi al teatro civico di La Spezia il 3 aprile 2004 (quindi con una formazione non più attuale composta da Di Palo, Belloni, Usai, Cervetto, Polifrone, Lavelli, Pozzi) e un CD contenente il suddetto live, più sei brani inediti, tutti orientati verso un pop melodico, registrati dalla formazione successiva al 2006 (Belloni, Belleno, Usai, Cervetto, Polifrone).
Nel 2009 Belleno lascia nuovamente il gruppo per entrare ne La Leggenda New Trolls. Nel 2012, esce l'album Il Mito New Trolls che riporta la medesima tracklist del CD apparso nel cofanetto, con una grafica diversa e in versione economica.

## Formazione

### Formazione attuale
- Ricky Belloni - chitarre e voce (1997-presente)
- Giorgio Usai - tastiere e voce (2002-presente)
- Alex Polifrone - batteria (2002-presente)
- Andrea Cervetto - chitarra e voce (2002-presente)

### Ex componenti
- Max Corfini - tastiere e voce (1997-2001)
- Ricky Bolognesi - tastiere e voce fino al rientro di Nico Di Palo (1997-tour 1998)
- Andrea Lavelli - basso (1997-2005)
- Gianni Belleno - batteria e voce (1997-2002), basso e voce (2006-2009)
- Nico Di Palo - tastiere e voce (1998-2006)
- Johnny Pozzi - tastiere e voce (solo in "Concerto grosso con orchestra")

## Discografia

### Album in studio
- 2012 – Il Mito New Trolls

### Album dal vivo
- 2007 – TR3 - Special Live Concerto Grosso
- 2011 – Live